# Papuasoniscus holthuisi
Papuasoniscus holthuisi är en kräftdjursart som beskrevs av Albert Vandel1973. Papuasoniscus holthuisi ingår i släktet Papuasoniscus och familjen myrbogråsuggor. Inga underarter finns listade i Catalogue of Life.